# Мондові (містечко, Вісконсин)
Мондові (англ. Mondovi) — місто (англ. town) в США, в окрузі Баффало штату Вісконсин. Населення — 451 особа (2020).

## Демографія
Згідно з переписом 2010 року, у місті мешкало 469 осіб у 178 домогосподарствах у складі 131 родини. Було 200 помешкань
Расовий склад населення:
| - 97,2 % — білих - 0,2 % — корінних американців - 0,2 % — азіатів - 1,1 % — осіб інших рас |

До двох чи більше рас належало 1,3 %. Частка іспаномовних становила 1,1 % від усіх жителів.
За віковим діапазоном населення розподілялося таким чином: 23,9 % — особи молодші 18 років, 61,8 % — особи у віці 18—64 років, 14,3 % — особи у віці 65 років та старші. Медіана віку мешканця становила 43,4 року. На 100 осіб жіночої статі у місті припадало 101,3 чоловіків;  на 100 жінок у віці від 18 років та старших — 105,2 чоловіків також старших 18 років.
Середній дохід на одне домашнє господарство  становив 97 378 доларів США (медіана — 79 792), а середній дохід на одну сім'ю — 111 531 долар (медіана — 86 458). Медіана доходів становила 50 625 доларів для чоловіків та 33 750 доларів для жінок. За межею бідності перебувало 13,9 % осіб, у тому числі 24,1 % дітей у віці до 18 років та 18,1 % осіб у віці 65 років та старших.
Цивільне працевлаштоване населення становило 248 осіб. Основні галузі зайнятості: освіта, охорона здоров'я та соціальна допомога — 31,5 %, виробництво — 12,5 %, сільське господарство, лісництво, риболовля — 10,1 %, роздрібна торгівля — 8,9 %.